# Iván Rodríguez Mesa
Iván Rodríguez Mesa (22 de enero de 1977) es un ex nadador panameño, especializado en pruebas de braza.

## Biografía
Es un atleta olímpico (2000) y miembro del equipo de natación y clavados Arizona State Sun Devils bajo la dirección del entrenador en jefe Mike Chasson.Rodríguez compitió sólo en los 100 m braza masculinos en los Juegos Olímpicos de 2000 en Sydney. Logró un tiempo de entrada estándar FINA B de 1:04.52 en los Juegos Panamericanos en Winnipeg, Manitoba, Canadá. Desafió a otros siete nadadores en la serie cinco, incluido el máximo favorito de Israel, Tal Stricker, y Yang Shang-hsuan, de 16 años, de China Taipei. Llegó al sexto lugar con un tiempo de 1:04.68, detrás del mexicano Alfredo Jacobo por una centésima de segundo (0.01). Rodríguez no logró avanzar a las semifinales, ya que quedó en el puesto cuarenta y cuatro en el primer día de las preliminares.